# چیما دی گانا بیانکا
چیما دی گانا بیانکا (به لاتین: Cima di Gana Bianca) یک کوه در سوئیس است که در کانتون تیچینو واقع شده‌است. چیما دی گانا بیانکا ۲٬۸۴۲ متر بالاتر از سطح دریا واقع شده‌است.